# Icones plantarum Indiae orientalis
Icones plantarum Indiae orientalis (abrevido Icon. Pl. Ind. Or. (Beddome)) es un libro con descripciones botánicas que fue escrito por el militar y naturalista inglés Richard Henry Beddome. Fue publicado en 15 partes en los años 1868-1874.